# Luis Fernando Barba
Luis Fernando Barba Marchante (Puertollano, 1958) fue Secretario General de la CNT desde su elección en el Pleno Nacional de Regionales de la Confederación Nacional del Trabajo de 3 de mayo de 1995 hasta el VIII Congreso de la CNT de Granada en diciembre de 1995. Ha sido Tesorero del Comité Nacional de José Luis Garcia Rua desde 1986 a 1990, redactor del Periódico CNT en 1994, y Secretario de Organización de la Asociación Internacional de los Trabajadores (AIT) desde 1997 a 2000.
Licenciado en Psicología y Filosofía, militó desde 1977 en la CNT de Granada como estudiante en el Sindicato de Enseñanza, y a partir de 1980 como trabajador del Servicio Andaluz de Empleo en el Sindicato de Servicios Públicos.